# Poșaga (gmina)
Poșaga – gmina w Rumunii, w okręgu Alba. Obejmuje miejscowości Corțești, Incești, Lunca, Orăști, Poșaga de Jos, Poșaga de Sus i Săgagea. W 2011 roku liczyła 1048 mieszkańców. 